# Kopijki
Kopijki (deutsch Goldenau) ist ein Dorf in der polnischen Woiwodschaft Ermland-Masuren, das zur Gmina Prostki (Landgemeinde Prostki (Prostken)) im Powiat Ełcki (Kreis Lyck) gehört.

## Geographische Lage
Kopijki liegt im südlichen Osten der Woiwodschaft Ermland-Masuren, 16 Kilometer südöstlich der Kreisstadt Ełk (Lyck).

## Geschichte
Bei dem seinerzeit Graiwa und nach 1785 Kopicken, ab 17. September 1864 Goldenau genannten Ort handelt es sich um ein weit gestreutes Dorf, das im Jahre 1485 gegründet wurde. Am 27. Mai 1874 wurde es Amtsdorf und damit namensgebend für einen neuen Amtsbezirk, zu dem lediglich der Gutsbezirk Goldenau gehörte. Er war Teil des Kreises Lyck im Regierungsbezirk Gumbinnen in der preußischen Provinz Ostpreußen. Zu Goldenau gehörte die Ortschaft Alexandrowen, die ab 29. Januar 1865 in „Grenzwerda“ (polnisch Aleksandrowo, heute nicht mehr existent) umbenannt wurde.
Im Jahr 1910 waren in Goldenau 212 Einwohner registriert. 
Aufgrund der Bestimmungen des Versailler Vertrags stimmte die Bevölkerung im Abstimmungsgebiet Allenstein, zu dem Goldenau gehörte, am 11. Juli 1920 über die weitere staatliche Zugehörigkeit zu Ostpreußen (und damit zu Deutschland) oder den Anschluss an Polen ab. In Goldenau stimmten 120 Einwohner für den Verbleib bei Ostpreußen, auf Polen entfiel keine Stimme.
Am 14. Januar 1925 wurde der Gutsbezirk Goldenau in eine Landgemeinde umgewandelt. Noch im gleichen Jahr wurde der Amtsbezirk Goldenau aufgelöst und das Dorf in den Amtsbezirk Wischniewen (1938 bis 1945 Kölmersdorf, polnisch Wiśniowo Ełckie) überstellt.
Am 30. September 1928 wurde der Nachbarort Katrinowen (1938 bis 1945 Katrinfelde, polnisch Katarzynowo) nach Goldenau eingemeindet. Die Einwohnerzahl belief sich 1933 auf 427 und stieg bis 1939 auf 433.
In Kriegsfolge kam Goldenau mit dem gesamten südlichen Ostpreußen zu Polen und erhielt die polnische Namensform „Kopijki“. Heute ist es Sitz eines Schulzenamtes (polnisch Sołectwo) und als solches eine Ortschaft im Verbund der Gmina Prostki (Prostken) im Powiat Ełcki (Kreis Lyck), bis 1998 der Woiwodschaft Suwałki, seither der Woiwodschaft Ermland-Masuren zugehörig.

## Religionen
Goldenau war bis 1945 in die evangelische Kirche in Wischniewen (1938 bis 1945 Kölmersdorf, polnisch Wiśniowo Ełckie) in der Kirchenprovinz Ostpreußen der Kirche der Altpreußischen Union sowie in die römisch-katholische Kirche St. Adalbert in Lyck (polnisch Ełk) im Bistum Ermland eingepfarrt.
Heute gehört Kopijki katholischerseits zur Pfarrei in Wiśniowo Ełckie im Bistum Ełk der Römisch-katholischen Kirche in Polen. Die evangelischen Einwohner halten sich zur Kirchengemeinde in der Kreisstadt Ełk, einer Filialgemeinde der Pfarrei in Pisz (Johannisburg) in der Diözese Masuren der Evangelisch-Augsburgischen Kirche in Polen.

## Verkehr
Kopijki liegt an der Nebenstraße 1872N, die von Ełk-Szyba (Sybba, 1938 bis 1945 Walden) bis in das bereits in der Woiwodschaft Podlachien gelegene Tama führt und die beiden polnischen Landesstraßen 65 (einstige deutsche Reichsstraße 132) und 61 miteinander verbindet. Mit dem Mittelzentrum Prostki (Prostken) verbindet Kopijki die Nebenstraße 1874N. Außerdem führt eine direkte Verbindung in den Nachbarort Katarzynowo (Katrinowen, 1938 bis 1945 Katrinfelde).
Kopijki ist seit 1913 Bahnstation an der Kleinbahnstrecke Laski Małe–Zawady-Tworki, einer Zweigstrecke der Bahnlinie von Ełk nach Turowo (Thurowen, 1938 bis 1945 Auersberg). Seit 2001 besteht hier kein regulärer Bahnbetrieb mehr.               